# Adelolecia kolaënsis
Adelolecia kolaënsis är en lavart som först beskrevs av William Nylander och som fick sitt nu gällande namn av Hannes Hertel och Gerhard Rambold. 
Adelolecia kolaënsis ingår i släktet Adelolecia, och familjen Ramalinaceae. Enligt den finländska rödlistan är arten otillräckligt studerad i Finland. Arten är reproducerande i Sverige. Artens livsmiljö är klippor (inklusive flyttblock).